# Television
Television — американская рок-группа, одни из первопроходцев новой волны и панк-рока. Несмотря на то, что Television не удалось добиться значительного успеха, они оказали заметное влияние на нью-йоркскую и мировую рок-сцену.
Television были частью ранней панк-сцены Нью-Йорка, связанной с клубом CBGB, наряду с такими исполнителями, как Патти Смит, Suicide, Ramones. Однако, в отличие от намеренного минимализма Ramones, для Television были характерны более изощрённые музыкальные структуры — «дуэлирующие» гитарные партии Верлена и Ллойда, иногда длинные и сложно построенные песни. Благодаря этому Television оказали немалое влияние на новую волну и постпанк, а также стали одной из первых групп так называемого арт-панка.

## История
Первоначальной причиной для создания Television стала дружба учившихся вместе Тома Верлена и Ричарда Хэлла; после переезда в Нью-Йорк они основали группу The Neon Boys, которая была переименована в Television после прихода к ним Ричарда Ллойда. Вскоре Television предложили Хилли Кристалу, директору клуба CBGB, в то время специализировавшемуся на блюзе и блюграссе, дать им возможность выступать там на постоянной основе. Благодаря этому Television стали первой выступающей там группой, тем самым положив начало обширной панк-роковой сцене CBGB второй половины 70-х. Постепенно их выступления стали привлекать значительное внимание — в частности, на них обратила внимание Патти Смит, начавшая встречаться с Верленом и благодаря этому решившая попробовать себя в музыке.
Первоначально написание песен в группе было примерно поровну разделено между Верленом и Хэллом (изредка в качестве соавтора выступал Ллойд). Однако постепенно Верлен стал пытаться стать полноценным лидером группы, говорил Хэллу «не мешаться под ногами» и постепенно сокращал долю песен Хэлла в концертных выступлениях; в конце концов Хэлл стал исполнять лишь одну «Blank Generation», пока Верлен не решил запретить и её исполнение. (Концертную запись «Blank Generation» в версии Television можно найти на сборнике Хэлла «Spurts» — это одна из немногих сохранившихся записей Хэлла с Television). В итоге Ричард Хэлл решил бросить группу и вошёл в The Heartbreakers с покинувшими в то же время New York Dolls Джонни Сандерсом и Джерри Ноланом, а позже основал собственную группу Richard Hell & The Voidoids. Новым басистом Television стал ушедший из Blondie Фред Смит.
Первой выпущенной Television пластинкой стал сингл «Little Johnny Jewel», вышедший в 1975 году на независимом лейбле Ork Records. Песня состояла из двух частей, каждая из которых заняла по стороне пластинки. Ллойд был крайне недоволен выбором песни для дебюта (он отдавал предпочтение до сих пор не выпущенной песне «O Mi Amore») и всерьёз думал об уходе из группы; Питер Лаутер, гитарист Pere Ubu, даже проходил прослушивание у Television. Тем не менее, в итоге Ллойд остался в группе.
В 1977 году вышел дебютный лонгплей группы — «Marquee Moon», и, несмотря на скромные продажи, получил очень хорошую критику. Так, критик Рой Таркин написал для SoHo Weekly следующий отзыв: «забудьте всё, что вы слышали о Television, забудьте панк, забудьте Нью-Йорк, забудьте CBGB… чёрт, забудьте о рок-н-ролле — это что-то совершенно новое». Альбом продолжает считаться главным произведением группы: так, в 2000 году он попал на 83-е место в списке музыкального канала VH1 «100 величайших альбомов рок-н-ролла», а в 2003 году — на 123-е место в списке 500 величайших альбомов по версии журнала Rolling Stone. Кроме того, «Marquee Moon» занимает 25-ю строчку (на 18 июля 2016 года) в рейтинге альбомов всех времён ресурса Rate Your Music.
Второй альбом группы, Adventure, вышел в 1978 и вызвал значительно менее бурную реакцию. На этот альбом вошли более «простые» песни, с влиянием The Rolling Stones; роль гитарных партий Ллойда уменьшилась. Взгляды участников группы на музыку всё больше расходились, а также передозировка наркотиков у Ллойда в 1978 году стали причиной для распада группы. Верлен и Ллойд начали сольные карьеры.
В 1992 году Television воссоединились и записали одноимённый третий альбом. Впрочем, концерты группы были нерегулярными и нечастыми. В 2001 году Television выступили на фестивале All Tomorrow’s Parties и дали ещё несколько концертов по миру, потом снова начав выступать в Нью-Йорке на нерегулярной основе. В 2007 году Ллойд из-за обострившейся пневмонии объявил об уходе из группы; его место занял Джимми Рипп.
Наряду с The Velvet Underground, Уильямом Берроузом, Нико, The Stooges и другими деятелями контркультуры, группа Television упоминается в книге о панк-культуре, «Прошу, убей меня!».

## Стиль
До ухода Ричарда Хэлла группа являлась ярчайшим представителем первого панка 1970-х годов, играя в клубе CBGB максимально громко и не всегда аккуратно. Впоследствии, уход Хэлла сделал группу «гораздо менее маргинально-агрессивной».
Хотя Ллойд и Верлен номинально являлись лид- и ритм-гитаристами, по сути их тесно взаимосвязанные гитарные партии составляли особую музыкальную структуру, слабо походящую на типичное гитарное соло. В то время, как Ллойд играл нечто атональное и необычное, параллельная гитарная партия Верлена была более типичной. Необычные мелодические гитарные линии группы ярко проявились во вступлении к их самой известной песне — «Marquee Moon». Мелодика Television, как и других представителей ранней панк-сцены, была отмечена немалым влиянием The Velvet Underground; также для группы было характерно влияние минимализма (композиторы вроде Стива Рейха). Том Верлен также отмечал, что на их гитарный стиль повлияли Love, Buffalo Springfield и песня The Rolling Stones «19th Nervous Breakdown». Ещё одним «источником вдохновения» для группы был гаражный рок 60-х; Television часто исполняли «Psychotic Reaction» Count Five и «Fire Engine» 13th Floor Elevators на концертах.
Лестер Бэнгс и другие критики отмечали в оригинальных психоделичных гитарных партиях Television влияние Quicksilver Messenger Service; близки к работам этой психоделической группы и сольные пластинки Верлена. Тот, однако, отрицал значительность этого влияния, утверждая, что куда большее влияние на него оказали The Ventures. Тем не менее сравнение Television с группами психоделической сцены 60-х весьма распространено.

## Участники группы
- Том Верлен — вокал, гитара (1973—1978, 1992—1993, 2001—2023)
- Джимми Рип — гитара (2007—настоящее время)
- Фред Смит — бас-гитара, бэк-вокал (1975—1978, 1992—1993, 2001—настоящее время)
- Билли Фикка — ударные (1973—1978, 1992—1993, 2001—настоящее время)

### Бывшие участники
- Ричард Ллойд — гитара, вокал (1973—1978, 1992—1993, 2001—2007)
- Ричард Хэлл — бас-гитара, вокал (1973—1975)

## Дискография

### Альбомы
- Marquee Moon (1977)
- Adventure (1978)
- Television (1992)

### Концертные альбомы
- The Blow-Up (1982) [Запись концерта 1978 года]
- Live at the Academy, 1992 (2003) [Запись концерта 1992 года]
- Live at the Old Waldorf (2003) [Запись концерта 1978 года]

### Сборники и бутлеги
- Double Exposure — (1988)

### Синглы
- «Little Johnny Jewel — Part One» (3:30) b/w «Little Johnny Jewel — Part Two» (4:00) — 7" mono 45 rpm (ORK Records 1975)
- «Marquee Moon» — (April, 1977) #30 UK
- «Prove It» — (July, 1977) #25 UK
- «Foxhole» — (April, 1978) #36 UK
- «Glory» — (July, 1978)